# 半人馬座V831
半人馬座V831，又名CP-59 4815，HD 114529、SAO 240645、HR 4975，是半人馬座的一颗恒星，视星等为4.6，位于銀經305.55，銀緯2.85，其B1900.0坐标为赤經13h 6m 2.8s，赤緯-59° 2.85′ 18″。